# 하노이 깃대

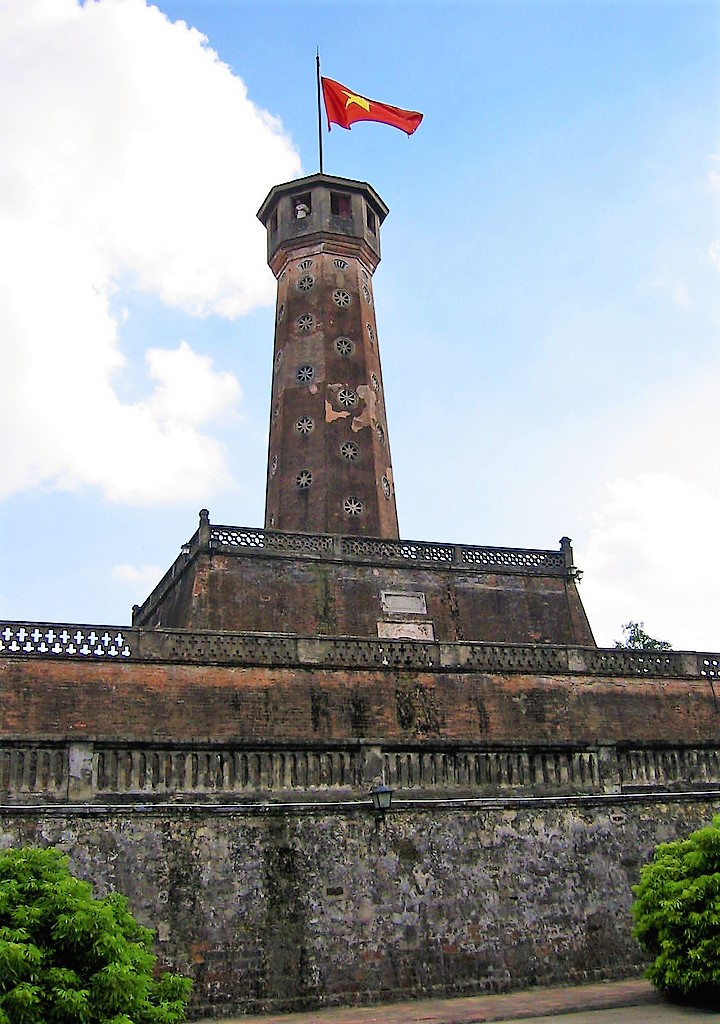
하노이 깃대

하노이 깃대(베트남어: Cột cờ Hà Nội / Kỳ đài Hà Nội)는 베트남 하노이에 있는 타워다. 33.4m이며, 깃발까지 포함하면 41m이다. 시의 상징물 중 하나이며, 세계유산인 하노이 탕롱황성의 일부이기도 하다.

## 역사
이 탑은 1812년 응우옌 왕조 시기에 하노이 성의 관측탑으로 지어졌다.(1805년에 시작 1812년 완공) 하노이에 있는 많은 건물들과는 달리, 프랑스의 침공기(1896-1897)에도 파괴되지 않았으며, 군용 공간으로 계속 사용되었다. 현재는 바딘군의 디엔비엔푸 거리에 있는 베트남 군사역사박물관의 구내에 위치해 있다.

## 건축
깃대는 3층으로 구성되어 있으며, 꼭대기로 향하는 나선형 계단을 가지고 있는 피라미드형 탑이다. 1층은 너비 42.5m에 높이가 3.1m이며, 2층은 25m 너비에,  3.7m 높이를 가지고 있고, 마지막 3층은 12.8m 폭에 5.1m를 가지고 있다. 2층에는 4개의 방이 있다.
현재는 베트남의 국기가 꼭대기에 게양되어 있다.

## 같이 보기
- 하노이의 탑